# Донкастер (район, Саут-Йоркшир)
Донкастер (англ. Doncaster) — метрополитенский район в церемониальном графстве Саут-Йоркшир в Англии. Административный центр — город Донкастер.
Район создан 1 апреля 1974 г., в соответствии с Законом о местном самоуправлении 1972 года.

## Выборы мэра
В 2001 году здесь впервые прошёл референдум об избрании мэра. Первым мэром района стал Мартин Винтер, представитель лейбористской партии, исполнял обязанности с 2002 года. В 2005 году был переизбран на второй срок. На посту в 2008 году его сменил Питер Дэвис, кандидат от английских демократов. В 2013 году Дэвис покидает демократическую партию и проигрывает выборы лейбористке, Роз Джонс, которая в 2009—2010 исполняла обязанности гражданского мэра Донкастера. В 2017 году Роз Джонс переизбрали на второй срок — лейбористская партия победила с большим отрывом.
Обязанности непосредственно избранного мэра и гражданского мэра существенно отличаются. Так первый является представителем исполнительной власти и выбирается местным населением, второй исполняет исключительно церемониальные, представительские обязанности и выбирается городским советом.
Традиция, по которой городской совет выбирает церемониальное лицо — гражданского мэра — восходит к XV веку. Первым гражданским мэром был Томас Пигборн (по другим источникам, должность появилась ещё в XIV веке и её исполнял Вильям Вейль). В 2018 году гражданским мэром впервые в истории Донкастера становится мусульманин — Маид Хан.

## География
Район расположен в северо-восточной части графства Саут-Йоркшир, граничит на севере с графствами Уэст-Йоркшир, Норт-Йоркшир и Ист-Райдинг-оф-Йоркшир, на востоке — с Линкольншир, на юге — с Ноттингемшир.

## Состав
В состав района входят 10 городов:
- Аскерн
- Ботри
- Донкастер
- Конисбро
- Мексборо
- Стайнфорт
- Тикхилл
- Торн
- Хатфилд
- Эдлингтон

и 38 общин (англ. civil parish).